# Michael Nieuwerf
Michael Nieuwerf (Amersfoort, 30 september 1992) is een Nederlandse wakeboarder.

## Biografie
In 2005 is Nieuwerf begonnen met wakeboarden. Nadat Michael in 2006 de basisvaardigheden had geleerd, wilde hij de lucht in. Terwijl hij hiervoor trainde deed Michael mee met een talentscouting. Uit de groep deelnemers werden vier mensen gekozen, onder wie Michael. Mede door de begeleiding heeft Nieuwerf veel progressie gemaakt.
Anno 2015 volgde Nieuwerf de HBO-opleiding Sportmarketing op de Johan Cruyff University in Amsterdam.

## Beste resultaten
2015
- NK Cable Sevenum, 2e plaats Open men
- Down Under Open road to ropes, 1e plaats Open men

2014
- NK Cable Voorthuizen, 4e plaats Open men

2013
- NK Cable Nieuwegein, 2e plaats Open men

2011
- North Wakeboard Challenge Stop 2, Duitsland, Pinneberg, 2e plaats Junior men
- 50 Years Cableways Rixen, Duitsland, München, 5e plaats Junior men
- EK Cable Servie, Belgrado, 5e plaats Junior men
- NK Cable Nieuwegein, 1e plaats Junior men

2010
- WWA World Championships Turkije, Antalya, 4e plaats Junior men
- RedBull Wake Up Turkije, Antalya, 1e plaats Pro men

2009
- NK Cable Ermerstrand, 3e plaats Junior men